# Noctuelia lamprodeta
Noctuelia lamprodeta là một loài bướm đêm trong họ Crambidae.